# 大相撲令和6年3月場所
大相撲令和6年3月場所（おおずもうれいわろくねん3がつばしょ）は、2024年（令和6年）3月10日から3月24日までの15日間、日本の大阪府大阪市浪速区のエディオンアリーナ大阪（大阪府立体育会館）で開催された大相撲本場所である。

## 概要
3月場所に関する時系列
- 2024年1月31日
  - 日本相撲協会が臨時理事会と番付編成会議を開き、関脇琴ノ若の大関昇進を決定。これにより、新大関・琴ノ若が誕生した[1]。

- 2024年2月23日
  - 元幕内の北青鵬の後輩力士への暴力行為問題を受け、コンプライアンス委員会が「引退勧告相当」とした上で、日本相撲協会が北青鵬から提出されていた引退届を受理した[2]。

- 2024年2月26日
  - 番付発表。
    - 東前頭17枚目となった尊富士は、初土俵から所要9場所での新入幕となった。所要9場所での新入幕は、平成24年11月場所の常幸龍と並んで1位タイとなった（年6場所制となった1958年以降。付出での入門者を除く）[3]。
    - 東十両14枚目となった北磻磨は、37歳6か月29日（番付発表日時点）で、戦後2位の高齢昇進となった。北磻磨は自身9度目の十両昇進であり、この回数は希善龍と並ぶ史上1位タイの多さとなった[3]。

- 2024年2月29日
  - 新弟子検査
    - 学生の卒業時期が重なり年6場所で最も志願者の多い3月場所では2023年の33人を下回り、義務教育修了が受検資格に定着した1973年以降で最少を更新する27人申し込みに留まった[4]。

## 番付・星取表
※赤文字は優勝力士の成績。

### 幕内
| 東方                               | 東方       | 東方     | 番付   | 西方     | 西方       | 西方           |
| 備考                               | 成績       | 力士名   | 番付   | 力士名   | 成績       | 備考           |
| ---------------------------------- | ---------- | -------- | ------ | -------- | ---------- | -------------- |
|                                    | 2勝5敗8休  | 照ノ富士 | 横綱   |          |            |                |
|                                    | 5勝10敗    | 霧島     | 大関   | 豊昇龍   | 11勝4敗    |                |
|                                    | 8勝6敗1休  | 貴景勝   | 大関   | 琴ノ若   | 10勝5敗    | 新大関         |
|                                    | 6勝9敗     | 大栄翔   | 関脇   | 若元春   | 9勝6敗     | 再関脇         |
| 再小結                             | 9勝6敗     | 阿炎     | 小結   | 錦木     | 3勝12敗    | 再小結         |
|                                    | 6勝9敗     | 宇良     | 前頭1  | 朝乃山   | 9勝6敗     |                |
|                                    | 8勝7敗     | 熱海富士 | 前頭2  | 明生     | 6勝9敗     |                |
|                                    | 7勝8敗     | 王鵬     | 前頭3  | 隆の勝   | 5勝10敗    |                |
|                                    | 8勝7敗     | 翔猿     | 前頭4  | 平戸海   | 9勝6敗     |                |
|                                    | 7勝8敗     | 翠富士   | 前頭5  | 大の里   | 11勝4敗    | 敢闘賞・技能賞 |
|                                    | 2勝3敗10休 | 剣翔     | 前頭6  | 豪ノ山   | 10勝5敗    |                |
|                                    | 6勝7敗2休  | 金峰山   | 前頭7  | 玉鷲     | 7勝8敗     |                |
|                                    | 9勝6敗     | 阿武咲   | 前頭8  | 髙安     | 11勝4敗    |                |
|                                    | 6勝9敗     | 北勝富士 | 前頭9  | 琴勝峰   | 8勝7敗     |                |
|                                    | 8勝7敗     | 正代     | 前頭10 | 御嶽海   | 9勝6敗     |                |
|                                    | 7勝8敗     | 一山本   | 前頭11 | 佐田の海 | 8勝7敗     |                |
|                                    | 9勝6敗     | 湘南乃海 | 前頭12 | 島津海   | 0勝4敗11休 |                |
|                                    | 6勝9敗     | 竜電     | 前頭13 | 美ノ海   | 7勝8敗     |                |
| 再入幕                             | 8勝7敗     | 錦富士   | 前頭14 | 北の若   | 3勝12敗    | 再入幕         |
|                                    | 6勝9敗     | 妙義龍   | 前頭15 | 狼雅     | 7勝8敗     | 再入幕         |
|                                    | 5勝10敗    | 遠藤     | 前頭16 | 大奄美   | 7勝8敗     | 再入幕         |
| 新入幕 優勝 殊勲賞・敢闘賞・技能賞 | 13勝2敗    | 尊富士   | 前頭17 |          |            |                |

### 十両
| 東方   | 東方           | 東方     | 番付   | 西方     | 西方      | 西方   |
| 備考   | 成績           | 力士名   | 番付   | 力士名   | 成績      | 備考   |
| ------ | -------------- | -------- | ------ | -------- | --------- | ------ |
|        | 8勝7敗         | 時疾風   | 十両1  | 宝富士   | 8勝7敗    |        |
|        | 6勝9敗         | 東白龍   | 十両2  | 水戸龍   | 12勝3敗   |        |
| 引退   | (番付記載のみ) | 北青鵬   | 十両3  | 友風     | 9勝6敗    |        |
|        | 7勝8敗         | 輝       | 十両4  | 欧勝馬   | 11勝4敗   |        |
|        | 9勝6敗         | 武将山   | 十両5  | 白熊     | 7勝6敗2休 |        |
|        | 4勝11敗        | 白鷹山   | 十両6  | 千代翔馬 | 9勝6敗    |        |
|        | 7勝8敗         | 英乃海   | 十両7  | 大翔鵬   | 10勝5敗   |        |
|        | 9勝6敗         | 朝紅龍   | 十両8  | 獅司     | 8勝7敗    |        |
|        | 5勝10敗        | 志摩ノ海 | 十両9  | 玉正鳳   | 6勝9敗    |        |
|        | 7勝8敗         | 紫雷     | 十両10 | 若隆景   | 9勝6敗    | 再十両 |
|        | 6勝9敗         | 欧勝海   | 十両11 | 碧山     | 7勝8敗    |        |
|        | 1勝14敗        | 琴恵光   | 十両12 | 對馬洋   | 7勝8敗    | 再十両 |
|        | 6勝9敗         | 天空海   | 十両13 | 伯桜鵬   | 8勝7敗    | 再十両 |
| 再十両 | 4勝11敗        | 北磻磨   | 十両14 | 千代栄   | 8勝7敗    |        |

## 優勝争い
春場所は、照ノ富士が途中休場。大関陣も星を取りこぼす中、初日から大の里と尊富士の平幕両名が6連勝。大の里は7日目に阿武咲に敗れるも、その後も星を伸ばした。
尊富士は平成23年技量審査場所の魁聖以来となる新入幕での中日勝ち越しを達成。9日目には小結・阿炎を一方的に押し出し、9連勝とした。
10日目には、尊富士と8勝1敗の大の里の直接対決が組まれ、尊富士が勝利。この時点で10戦全勝の尊富士を8勝2敗で大関・琴ノ若、平幕・大の里が追う形となった。
11日目には、尊富士と琴ノ若の対戦が組まれ、尊富士がもろ差しの形をつくり、勝利した。これにより新入幕での初日からの連勝記録で大鵬に並ぶこととなった。
12日目、尊富士と大関・豊昇龍の対戦が組まれ、尊富士が押し込むも、土俵際の小手投げで豊昇龍が勝利。尊富士は1敗となった。一方、2敗の大の里は琴ノ若に小手投げで敗れ、3敗に後退。星の差は変わらず、1敗の尊富士を3敗の豊昇龍、琴ノ若、大の里、豪ノ山が追う展開となった。
13日目には、関脇・若元春を尊富士が寄り切りで破り、1敗をキープ。大の里は関脇・大栄翔を破り、3敗を守った。豊昇龍と豪ノ山の直接対決は豊昇龍が制したが、琴ノ若はカド番脱出をかける貴景勝に対し、廻しをとるも、送り出しで敗れ、優勝争いから脱落した。
14日目、勝てば優勝となる尊富士であったが、朝乃山に右四つの形を許し、寄り切られ2敗に後退。さらにその際に足を痛めるアクシデントも発生した。大の里は阿炎を破り3敗を守り、優勝争いに残るものの、豊昇龍は強引な投げが墓穴を掘り、琴ノ若に敗れ、役力士は優勝争いから完全に脱落。2敗・尊富士を3敗・大の里が追いかける形と変わった。
千秋楽、尊富士は強行出場し、豪ノ山と対戦、左四つの形をつくり、豪ノ山を攻め立て、最後は押し倒しで勝利した。これにより110年ぶりとなる新入幕力士の優勝が決まった。

## 備考
- 尊富士の優勝は、1914年5月場所の両國勇治郎以来、110年ぶりの新入幕優勝となった。ただし1914年当時は新聞社による優勝額の掲額が行われていたのみであり、1926年の個人優勝制度の正式導入後としては初のことである。初土俵からの初優勝所要場所数は10場所であり、これまで1位であった貴花田、朝青龍の24場所を大きく更新した。また青森県出身力士の幕内優勝は、1997年11月場所の貴ノ浪以来約27年ぶりとなった。大銀杏の結えない丁髷の力士の幕内最高優勝も史上初。
- 三賞は、敢闘賞に大の里と尊富士、さらに技能賞も大の里と尊富士が受賞。殊勲賞は優勝力士に与えられることとなり、優勝を決めた尊富士が受賞し、三賞トリプル受賞を果たした。同一場所で三賞すべて受賞するのは2000年11月の琴光喜以来約24年ぶり6人目、新入幕力士では1973年9月の大錦以来約51年ぶり2人目である。
- 十両は朝紅龍と若隆景が初日から連勝を続けるも、共に後半失速。14日目終了時点で3敗の水戸龍を4敗の欧勝馬、大翔鵬が追う形であった。水戸龍は千秋楽、伯桜鵬を破り、12勝3敗で優勝を決めた。
- 千秋楽結びの一番、霧島と琴ノ若の一番において、霧島が土俵際に上手投げをうち、共に土俵外に転落した。38代木村庄之助は軍配を琴ノ若にあげるものの、物言いがつき、霧島の勝利となった。木村庄之助は襲名以来、初の軍配差し違えとなり、八角理事長に進退伺を提出。理事長からは慰留された。
- 北青鵬は番付発表前の2月23日に引退届が受理されたが、番付編成会議後であったため、3月場所の番付には名前が残り、東十両3枚目となった[5]。
- 前場所に続き、取組編成時点で在籍している関取が全員出場している状態で初日を迎えた。しかし、番付における関取の定員は70人と偶数なのに対し、引退した北青鵬の名前が番付に十両力士として残ったため、初日の関取の出場者は奇数となり、初日から十両対幕下の対戦が組まれた（千代栄－天照鵬）。
- 最終的には再出場者を含めて8人の関取が休場した。このうち翔猿・金峰山・白熊・英乃海の4人が再出場し、翔猿と英乃海については不戦敗の翌日に土俵に上がったことで、星取表に「や」の印が記録されない形となった。
- 当場所より、本場所での取組中の力士の負傷・重大事故に備え、土俵近くに救急救命士を常駐させた。次の通り早速出動事例が発生した。
  - 3日目(12日)の前相撲で、土俵下に転落し後頭部を強打した肥後光の状態を救急救命士が確認し、大事を取って救急搬送となった。
  - 4日目(13日)の幕内取組で、剣翔が、平戸海に上手出し投げで敗れた際、ゴリゴリと音を立てて古傷の左膝を痛めて土俵上で動けなくなり、場内が騒然とし、親方衆と共に救急救命士も駆けつけて救護作業に力を注いだ。剣翔は自力で起き上がれず車椅子で搬送され、結局翌日から途中休場となった。
- 番付発表前に不祥事により引退した北青鵬のほか、番付発表後の場所前には元十両の三段目慶天海が、場所中には元幕内の幕下照強が引退した。また場所終了後の番付編成会議で、最高位幕下以下の14人の引退が発表され、このうち最高位幕下の勇輝、海龍、隠岐の富士の3人が、錦風以来9年ぶりに世話人として新規採用された。